# Heidekraut-Bunteule

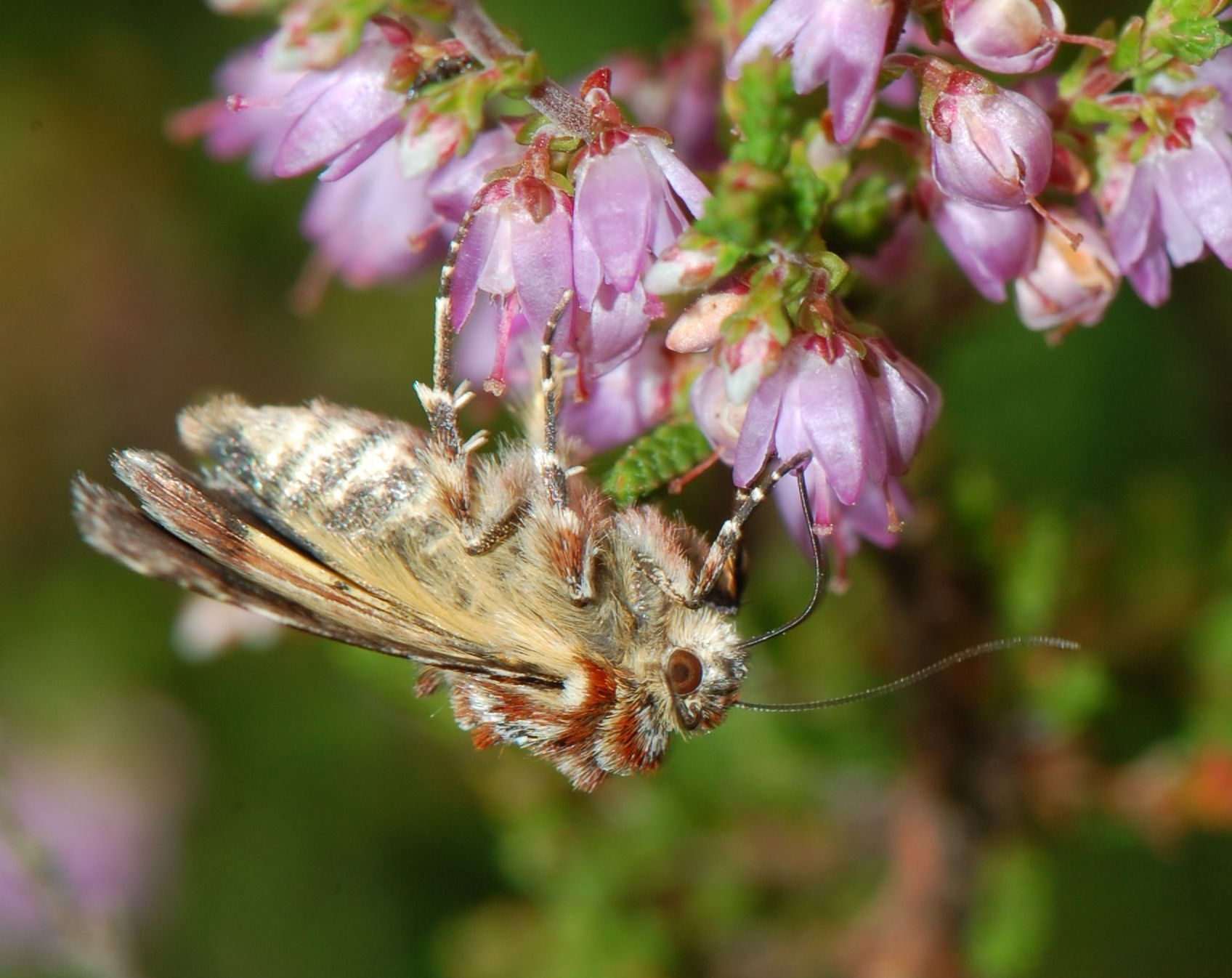
Heidekraut-Bunteule beim Saugen an Blüten der Besenheide

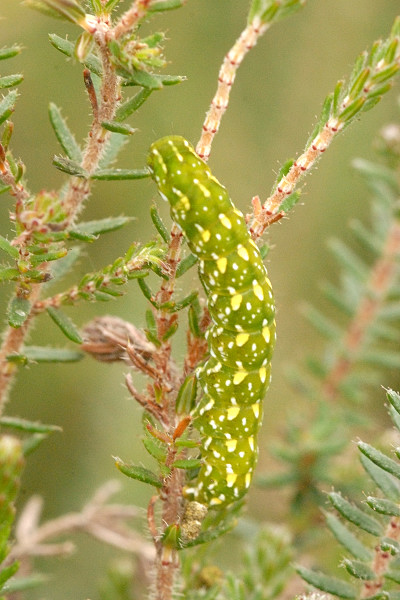
Raupe

Die Heidekraut-Bunteule oder das Heidekrauteulchen (Anarta myrtilli) ist ein Schmetterling (Nachtfalter) aus der Familie der Eulenfalter (Noctuidae). Der wissenschaftliche Name leitet sich von der Heidelbeere (Vaccinium myrtillus) ab, die jedoch entgegen früheren Vermutungen nicht zu den Nahrungspflanzen der Raupen gehört.

## Merkmale
Die Falter erreichen eine Flügelspannweite von 24 bis 28 Millimeter. Die Vorderflügel haben eine glanzlose braungraue bis kräftig violettfarben rotbraune Grundfarbe. Die Musterung ist unregelmäßig, aber kontrastreich weiß, gelb und schwarz. Es sind mehrere Querbinden erkennbar. Die weißliche Subterminallinie ist sinusförmig, die übrigen sind weniger stark gewellt. Zentral auf den Vorderflügeln befindet sich ein weißer bis weißlicher, dreieckig bis rhomboider Fleck. Die Fransen am Flügelaußenrand sind weiß gescheckt. Die Hinterflügel sind auf der basalen Hälfte kräftig gelb bis orangegelb, das Marginalfeld ist breit dunkel schwärzlich braun. Unterseits befindet sich mittig ein kleiner schwarzer Fleck. Der Hinterleib ist dunkelbraun, wobei jedes Segment am Hinterende einen gelblichen Rand aufweist. Die Art ist einfach zu bestimmen, lediglich abgeflogene Exemplare können mit Coranarta cordigera verwechselt werden. Diese lässt sich jedoch insbesondere durch ihre weißen nierenförmigen Makel unterscheiden.
Die Raupen werden bis zu 25 Millimeter lang und haben einen hell bis dunkelgrün gefärbten Körper. Sie besitzen eine auffällige Musterung aus weißen und gelblichen Punkten, kurzen Strichen und Winkeln.
Die Puppe ist dunkelrotbraun mit einem verkümmerten und eingerunzelten Kremaster.

## Geographische Verbreitung und Lebensraum
Die südliche Verbreitungsgrenze der Art verläuft vom Süden Portugals und Spaniens, über Südfrankreich und Mittelitalien bis an die östliche Adriaküste in Dalmatien sowie weiter über den Norden Serbiens, Ungarn, die ukrainischen Karpaten bis in das Umland von Moskau und östlich bis an den Ural. Im Norden verläuft die Grenze von den Britischen Inseln bis nach Fennoskandien etwa bis 70° nördlicher Breite. Die Art ist auch aus einigen Teilen Marokkos bekannt und fehlt entgegen früheren Meldungen sowohl in Grönland als auch in Nordamerika.
Sie besiedelt feuchte wie trockene Lebensräume, in denen Besenheide (Calluna vulgaris) wächst, wie etwa sandige Heiden, ausgetrocknete Moore und auch offene Hochmoore. Man findet sie vom Flachland bis in Lagen um 2000 Meter in den Alpen.

## Lebensweise
Die Falter fliegen in Mittel- und Südeuropa in zwei Generationen von Anfang Mai bis Anfang Juli und von Ende Juli bis Mitte August. In Nordeuropa, auf den britischen Inseln und in höheren Lagen tritt nur eine Generation im Juni/Juli auf. Sie sind tagaktiv und fliegen vor allem am späten Nachmittag, kommen gelegentlich jedoch auch nachts ans Licht. Man kann sie beim schnellen Schwirrflug während des Blütenbesuchs, insbesondere an Heidekraut, aber auch an Preiselbeere (Vaccinium vitisidaea) oder Alpen-Milchlattich (Cicerbita alpina) beobachten. Die Weibchen legen ihre Eier einzeln an den Raupennahrungspflanzen ab. Die Raupen findet man in Mittel- und Südeuropa von August bis September und von Juni bis Juli. Sie ernähren sich von Besenheide (Calluna vulgaris) und Schneeheide (Erica carnea), seltener auch von anderen Heidekrautarten. In der Aufzucht wird auch Silber-Weide (Salix alba) angenommen. Die Raupen sind überwiegend tagaktiv und fressen aufrecht, parallel zu den Ästchen sitzend, an den Endtrieben der Pflanzen, wo sie durch ihre Färbung perfekt getarnt sind. Sie verpuppen sich im Boden, die Puppe schiebt sich vor dem Schlupf soweit aus dem Boden, dass der Falter problemlos schlüpfen kann.

## Gefährdung und Schutz
Die Art ist in der Roten Liste gefährdeter Arten Deutschlands auf der Vorwarnliste (Kategorie V) gelistet. Sie ist in mehreren Bundesländern gefährdet (Kategorie 3), in Thüringen stark gefährdet (Kategorie 2) sowie in Sachsen-Anhalt vom Aussterben bedroht (Kategorie 1). In der Roten Liste Österreichs ist sie als gefährdet ausgewiesen. Hauptsächliche Gefährdungsursache ist die Zerstörung von Heideflächen, etwa durch Bebauung, Aufforstungen, aber auch natürliche Sukzession.